# Bagan Manunggal
Bagan Manunggal is een bestuurslaag in het regentschap Rokan Hilir van de provincie Riau, Indonesië. Bagan Manunggal telt 2445 inwoners (volkstelling 2010).